# Škabrnja
Škabrnja (do roku 1990 oficiálně Škabrnje, italsky Scabergne) je vesnice a správní středisko stejnojmenné opčiny v Chorvatsku v Zadarské župě. Nachází se asi 19 km jihovýchodně od Zadaru. V roce 2011 žilo v opčině celkem 1 776 obyvatel, z toho žilo 1 413 ve Škabrnji a 363 ve vesnici Prkos.
Do teritoriální reorganizace v roce 2010 byla Škabrnja součástí opčiny města Zadar. Během války v Jugoslávii byla Škabrnja součástí Srbské krajiny.
Škabrnja je známá především díky masakru ve Škabrnji, který se odehrál 19. a 20. listopadu 1991. Během chorvatské války za nezávislost byla Škabrnja napadena Jugoslávskou lidovou armádou a srbskými paramilitárními jednotkami. Během masakru zde bylo zabito 62 chorvatských obyvatel vesnice.
Opčinou prochází státní silnice D56 a župní silnice Ž6021 a Ž6044, blízko též prochází dálnice A1.